# Gélose XLD
Le XLD (Xylose-Lysine-Désoxycholate) est un milieu de culture adapté à l'isolement de Salmonella et Shigella à partir des aliments ou des selles.

## Composition
- Extrait de levure = 3 g
- L-Lysine = 5 g
- Xylose = 3,75 g
- Lactose = 7,5 g
- Saccharose = 7,5 g
- Désoxycholate de sodium = 2,5g
- Citrate de fer-ammonium = 0,8 g
- Thiosulfate de sodium = 6,8 g
- Chlorure de sodium = 5 g
- Agar = 15 g
- Rouge de phénol = 0,08g
- Eau distillée = 1 litre

## Lecture
Lecture : colonies translucides sur fond rouge-orange avec ou sans centre noir :

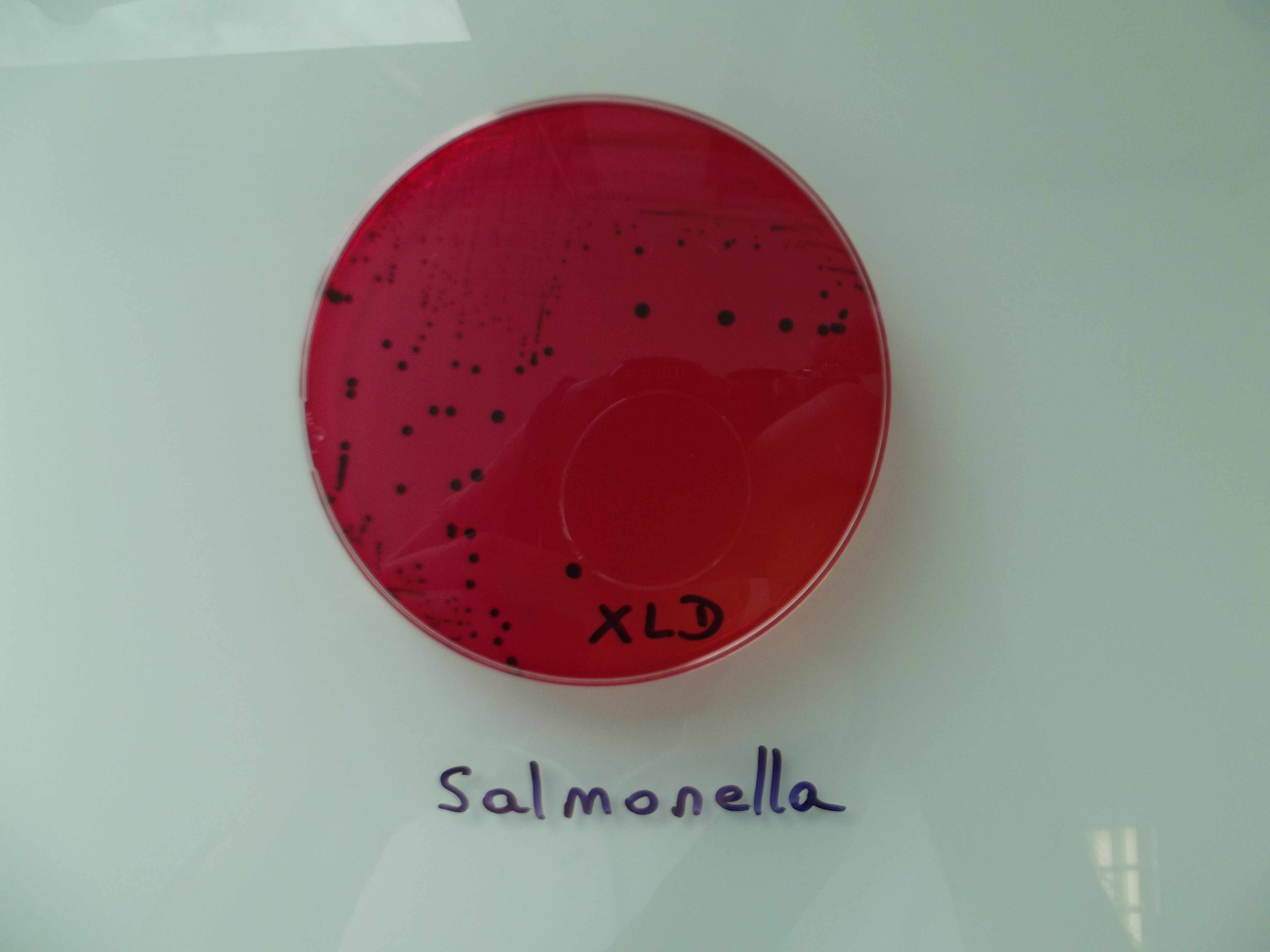
Salmonella enterica enterica sérotype Enteritidis isolé sur XLD à partir d'une coproculture.

- colonie rouge (pas ou peu d'acidification et LDC+) à centre noir (H2S+) : Salmonella ;

- colonie rouge sans centre noir : Shigella ;
- colonie jaune (glucide +, LDC-) > Escherichia, Klebsiella ou Serratia.